# 모토르 루블린
모토르 루블린(Motor Lublin)은 폴란드의 축구 클럽으로, 루블린을 연고지로 한다. 2015-16 시즌에서 III 리가에 참가하고 있다.

## 선수 명단

### 현역
참고: FIFA 자격 규정에 따라 소속된 국가대표팀 국기를 표시합니다. 선수는 복수의 FIFA 비회원국 국적을 가지고 있을 수 있습니다.
| 번호 | 포지션 | 국적   | 이름                |
| ---- | ------ | ------ | ------------------- |
| 10   | MF     |        | 라파우 크롤         |
| 28   | DF     |        | 파베우 스톨라르스키 |
| 30   | FW     | 세네갈 | 음바예 은디아예     |

| 번호 | 포지션 | 국적 | 이름 |
| ---- | ------ | ---- | ---- |

## 역대 감독
| 감독                | 임기        |
| ------------------- | ----------- |
| 마레크 사가노프스키 | 2020 ~ 2022 |

틀:모토르 루블린 선수 명단